# George Campbell Hay
George Campbell Hay (Elderslie, Renfrewshire 1915-1984) fou un poeta i traductor escocès, autor en gaèlic escocès, lal·ló i anglès. Usà el patronímic Deòrsa Mac Iain Deòrsa. També va escriure alguns poemes en francès, italià i noruec, i traduí molts poemes al gaèlic.
Era fill d'un pastor protestant i escriptor John MacDougall Hay (1880-1919), de petit s'establiren a Argyll, d'on eren originaris. Estudià a Oxford i lluità al Nord d'Àfrica durant la Segona Guerra Mundial. També fou un reconegut nacionalista escocès, influït per Hugh MacDiarmid i ànima de la revista Gairm.

## Obres
- Fuaran Sleibh (1948)
- O na ceithir Airdean (1952)
- Mochtar is Dughall